# 米兰第五区
米兰第五区（意大利语: Zona 5 di Milano）是意大利米兰的九个区之一，为该市位置最靠南面的一个区。

## 名胜
- 齐亚拉瓦莱修道院